# پرسورنس ۴
پرسورنس ۴ (به انگلیسی: Perseverance IV) یک کشتی است که طول آن  ۷۴ پا (۲۳ متر) می‌باشد. این کشتی  در سال ۱۹۳۴ ساخته شد.